# RG-6

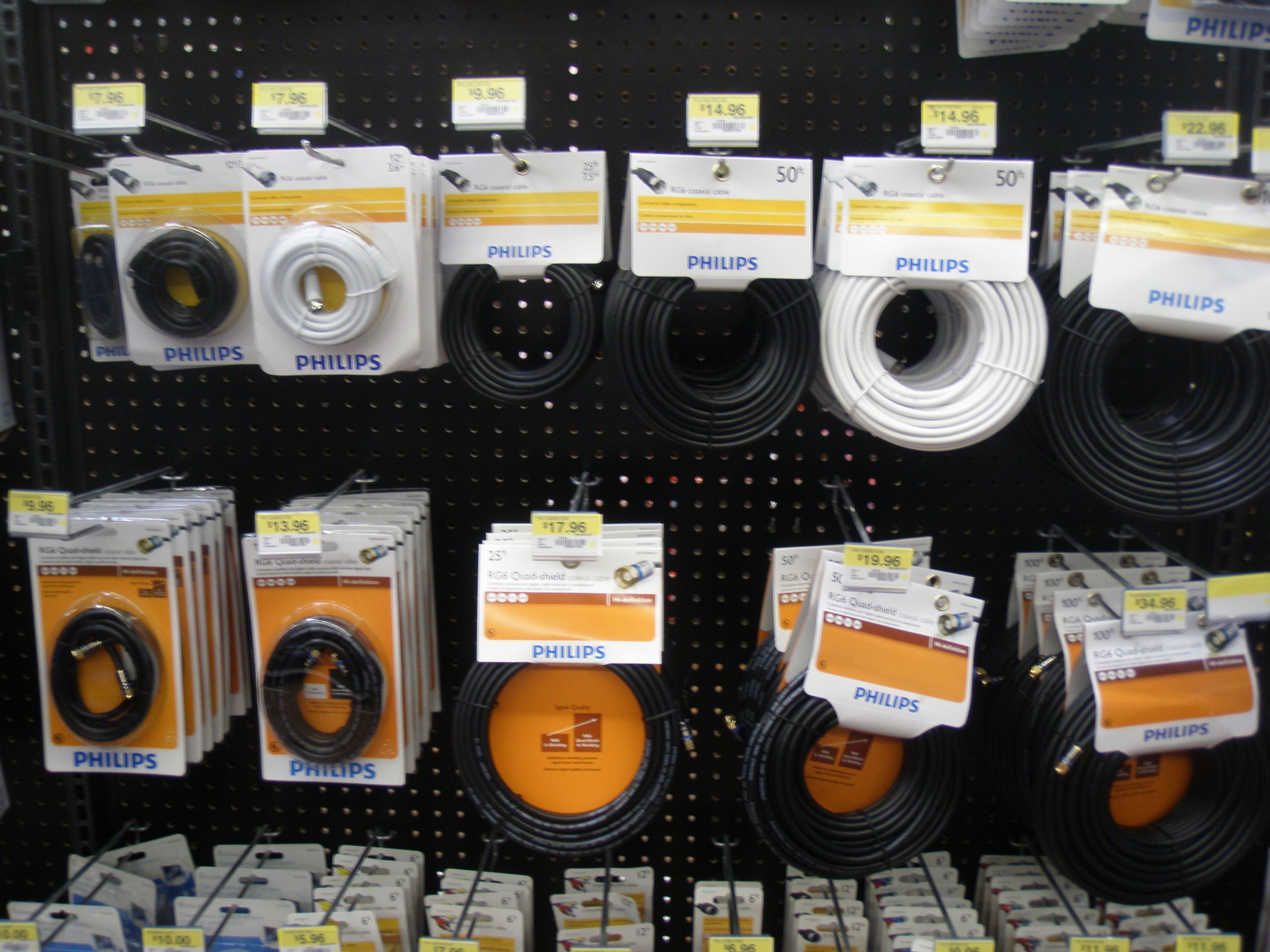
Cable coaxial RG-6 para señales de televisión

RG-6/U  es un tipo común de cable coaxial utilizado en una amplia variedad de aplicaciones residenciales y comerciales. El término "RG-6" en sí es bastante genérico y se refiere a una amplia variedad de diseños de cables, que difieren entre sí en características del blindaje, la composición del conductor central, el tipo de dieléctrico y el tipo de chaqueta (aislante exterior).
RG fue originalmente un indicador de la unidad (guía de radio o radio de grado) para un cable de radio frecuencia (RF) a granel en el sistema conjunto de designación de tipo de electrónica (JETDS) militar de EE. UU. El sufijo / U significa para uso de utilidad general. El número era asignado secuencialmente. El indicador de unidad RG ya no es parte del sistema JETDS (MIL-STD-196E) y el cable que se vende hoy bajo el sello RG-6 es poco probable que cumpla las especificaciones militares. En la práctica, el término RG-6 se utiliza generalmente para referirse a los cables coaxiales con un conductor central 18 de AWG y 75 ohmios de impedancia característica.

## Conectores
Los cables RG-6 normalmente están equipados con diferentes tipos de conectores en cada extremo; en aplicaciones de distribución de CATV, son normalmente conectores F; en video banda base profesional, conectores BNC; y en aplicaciones de a/v de consumo que no sean de RF y CATV, enchufes RCA.